# Janina Broniewska

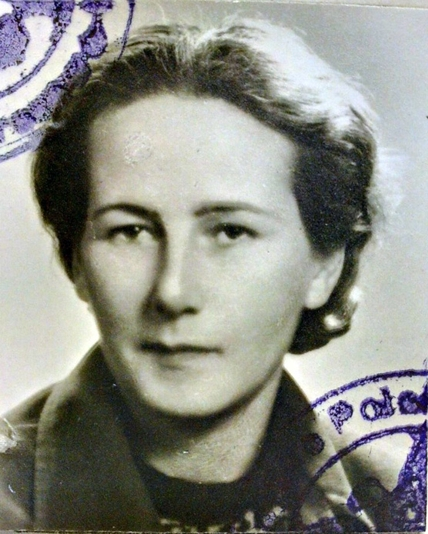
Janina Broniewska

Janina Broniewska (sinh ngày 5 tháng 8 năm 1904 - mất ngày 17 tháng 2 năm 1981) là một nhà văn, nhà báo, giáo viên người Ba Lan. Bà là tác giả của nhiều truyện ngắn dành cho trẻ em và thanh thiếu niên.

## Tiểu sử
Broniewska sinh ra ở Kalisz. Từ năm 1934 đến năm 1937, Broniewska là biên tập viên của tờ tạp chí dành cho trẻ em - Płomyk. Sau khi Liên Xô chiếm đóng Ba Lan, bà cộng tác với hãng báo Sztandar Wolności được xuất bản ở Minsk. 
Trong Thế chiến thứ hai, Broniewska là nhà hoạt động trong Liên minh những người yêu nước Ba Lan và cũng là phóng viên chiến trường tại Sư đoàn Bộ binh Warszawa số 1. Trong thời kỳ Stalin, bà là thành viên của Liên hiệp nhà văn Ba Lan. Bà là người vợ đầu tiên của nhà thơ Władysław Broniewski và là bạn thân của tiểu thuyết gia Wanda Wasilewska.
Bà qua đời ở Warszawa, hưởng thọ 76 tuổi.

## Sách
- O człowieku, który się kulom nie kłaniał (1948, published by Książka in Warsaw)
- Dziesięć serc czerwiennych (1966)[4]
- Tamten brzeg mych lat (1973)[4]
- Z notatnika korespondenta wojennego (1981)[4]